# AQ Большой Медведицы
AQ Большой Медведицы (лат. AQ Ursae Majoris) — одиночная переменная звезда в созвездии Большой Медведицы на расстоянии (вычисленном из значения параллакса) приблизительно 28510 световых лет (около 8741 парсека) от Солнца. Видимая звёздная величина звезды — от +17m до +15,5m.

## Характеристики
AQ Большой Медведицы — пульсирующая переменная звезда типа RR Лиры (RRAB).